# بی‌گوش‌فک‌ها
بی‌گوش‌فک‌ها (نام علمی: Phoca) نام یک سرده از تیره فک بی‌گوش است.

## گونه‌ها
این سرده هم‌اکنون ۲ گونه دارد:
- Phoca largha (فک خالدار)
- Phoca vitulina (فک بندرگاه)